# Ararendá
Ararendá est une municipalité brésilienne de l'État du Ceará.